# Step By Step!
Step By Step!（ステップバイステップ）は坂東慧の3枚目のアルバム。

## 解説
坂東が「僕が作る世界観を一番理解して表現してくれるので、最高のメンバー」と絶大な信頼を寄せるBANDOBANDメンバーによる日本レコーディングに加え、Philippe Saisse(Pf、Key)、Michael Landau(Gt)、Michael Thompson(Gt)、Eric Marienthal (Sax)、Brandon Fields(Sax)といったアメリカ西海岸のレジェンドというべき豪華ミュージシャンを招き、初の海外レコーディングを敢行。
特典DVDには坂東初のミュージックビデオ「Headin’to Laguna Beach」が収録された。

## 批評
リズム＆ドラム・マガジンでは「パンチの効いた部分や瑞々しさはそのままに、グルーヴや音色がひと回り太く豊かになった印象」「フレーズも一層の滑らかさを増して、ナチュラルな歌心を持って迫って」くる、と評した。

## 曲目
1. Sunset Blvd.
2. Headin' to Laguna Beach
3. Feel So Good!
4. next season
5. 旅に出よう！
6. Pretty Dance
7. bb Freeway
8. Step By Step!
9. Plaisir ～喜び～

## レコーディング・ミュージシャン
- 坂東慧 - ドラム、シンセサイザー、プログラミング
  - エリック・マリエンサル - サックス
  - マイケル・トンプソン - ギター
  - マイケル・ランドウ - ギター
  - フィリップ・セス - ピアノ、キーボード
  - ブランダン・フィールズ - サックス
  - Taiki Tsuyama - ベース
  - 宮崎隆睦 - サックス
  - 菰口雄矢 - ギター
  - 田中晋吾 - ベース
  - 白井アキト - ピアノ、キーボード